# Óscar Armando Pineda Navas
José Óscar Armando Pineda Navas (Chalchuapa, Santa Ana, 28 de noviembre de 1949) es un abogado y notario salvadoreño. Fue Presidente de la Corte Suprema de Justicia de El Salvador desde el 31 de julio de 2014 hasta su destitución el 1 de mayo de 2021. Así también fue Magistrado Presidente de la Sala de lo Constitucional.

## Biografía
Nació en Chalchuapa del departamento de Santa Ana, el 28 de noviembre de 1949.

## Carrera de derecho
El Dr. Armando Pineda Navas es graduado en Licenciatura de Ciencias Jurídicas en la Universidad de El Salvador en 1982, y en ese mismo año es autorizado a ejercer la abogacía y el notariado. También cuenta con diferentes estudios como un Posgrado en Derecho Constitucional y un Doctorado en la Universidad de Salamanca en España durante 2001-2003.
Ha desempeñado diversos cargos dentro del Órgano Judicial hasta llegar a ser Juez de Paz de Ilopango (1974-1976). Dentro del Órgano Legislativo estuvo en importantes puestos jurídicos como ser Oficial Mayor de la Asamblea Legislativa (1991-1993) o Gerente de Operaciones Legislativas de la Asamblea Legislativa (1993 a 2014).
También se ha desempeñado en la docencia, siendo profesor de legislación profesional en la Universidad Evangélica de El Salvador y así a impartido diferentes cursos en diversas instituciones académicas como FESPAD y FEPADE.

## Presidente de la CSJ
El 14 de octubre de 2013 la elección de Presidente de la Corte Suprema de Justicia, José Salomón Padilla es declarada inconstitucional, y por tanto, la Sala de lo Constitucional pide a la Asamblea Legislativa elegir a un nuevo Presidente. Y mientas eso sucede, el magistrado Florentín Meléndez toma la presidencia en funciones.
En la sesión plenaria del 31 de julio de 2014 la Asamblea Legislativa elige al Dr. Armando Pineda Navas como magistrado de la Corte Suprema de Justicia con 82 votos a favor para el período (2014-2021), y a su vez designado Presidente del Órgano Judicial hasta el término del mandato anterior y reelegido en el año 2015 y en el 2018.